# Boyoz
Boyoz és el nom d'un panet tipus çörek de la cuina turca, especialment de la ciutat d'Esmirna i dels seus voltants. S'assembla a un çörek més comú en la resta del país anomenat açma.

## Procedència
Es creu que el seu nom ve de bollos (en castellà) i que va ser introduït a la gastronomia de la regió de l'Egeu i de Turquia pels jueus sefardites que van ser expulsats d'Espanya i rebuts per l'Imperi Otomà el 1492 i durant els anys posteriors.

## Etimologia
L'etimòleg turc Sevan Nişanyan va cercar els orígens de la paraula boyoz fins a arribar a la paraula bula (butlla en català), determinan que els boyoz turcs i els bollos espanyols tenen l'origen del seu nom en la seva forma (bola), ja que en l'edat mitjana, el segell de les butlles papals hi penjava una petita bola de metall que li va donar el nom tant a aquells decrets com als bollos/boyoz.

## Elaboració
La massa per a preparar el boyoz és una barreja de farina, llevat, oli de gira-sol i una mica de tahina. Es pasta a mà i es deixa reposar durant dues horas. Després la massa és pastada amb un bastó fins que tingui 0.5 cm de gruix i es deixa reposar de nou. Després s'amassa i es doblega una vegada més abans de donar-li forma de rotlle i de nou es deixa reposar durant diverses hores. Quan la massa està encara suau però a prop de desfer-se, es talla formant petites boles i es fiquen sobre recipient on es fa marinar en oli vegetal entre 30 minuts a 1 hora. Llavors la pasta pren una forma ovalada i agafa la consistència d'una mil fulles. Llavors les petites boles són ficades en una placa que es fica en un forn molt calent.
A vegades els boyoz són farcits amb formatge o espinacs. També es poden fer en pasta fullada en lloc d'obrir la massa.

## Consum
Boyoz és un típic menjar de carrer i gairebé sempre es consumeix junt amb ous durs, formatge i te turc.

## Industria
Una companyia turca ha desenvolupat, i presentat al mercat el any 2015, un oli especial per a fer boyoz i poğaça.

## Festival de Boyoz
El primer Festival de Boyoz d'Esmirna (1. İzmir Boyoz Festivali en turc) es va fer al maig del 2012.